# Lågavlönad
Lågavlönad kallas en person som anses få en låg lön för sitt arbete. Vanligen menas att lönen är låg i förhållande till genomsnittet i ett visst område. I ett industriland som Sverige har i princip alla en dräglig levnadsstandard och en lön som är hög i förhållande till exempelvis de flesta utvecklingsländer; däremot kan enskilda individer vara lågavlönade i förhållande till genomsnittslönen i Sverige.
Arbeten som ofta ses som lågavlönade är exempelvis städerska, diskare och vårdbiträde.[källa behövs]